# Einer trage des anderen Last
Einer trage des anderen Last è un film del 1988 diretto dal regista Lothar Warneke. La pellicola è stata presentata in concorso al Festival di Berlino 1988.